# Rafał Romanowski
Rafał Romanowski (ur. 15 lutego 1978 w Ciechanowie) – polski polityk, urzędnik państwowy i samorządowiec, doktor nauk społecznych, w 2007, w latach 2015–2020 i 2021–2022 podsekretarz stanu w Ministerstwie Rolnictwa i Rozwoju Wsi, a w latach 2022–2023 sekretarz stanu w tym ministerstwie, poseł na Sejm IX i X kadencji, poseł do Parlamentu Europejskiego IX kadencji.

## Życiorys
Pochodzi z Szulmierza w gminie Regimin. Absolwent studiów z zakresu dziennikarstwa i public relations na Wydziale Nauk Politycznych Wyższej Szkoły Humanistycznej w Pułtusku oraz z zakresu marketingu i reklamy na tej samej uczelni (działającej wówczas pod nazwą Akademia Humanistyczna w Pułtusku). Odbył studia podyplomowe Executive MBA w Wyższej Szkole Menedżerskiej w Warszawie. W 2022 uzyskał stopień naukowy doktora nauk społecznych na Wojskowej Akademii Technicznej w Warszawie.
Pracował w lokalnej telewizji w Ciechanowie oraz w Polkomtelu. Następnie od 2006 był doradcą Henryka Kowalczyka (wówczas sekretarza stanu w Ministerstwie Rolnictwa i Rozwoju Wsi), a także szefem jego gabinetu jako pełnomocnika rządu ds. kształtowania ustroju rolnego.
Od sierpnia 2007 do 16 listopada 2007 pełnił funkcję podsekretarza stanu w Ministerstwie Rolnictwa i Rozwoju Wsi. W tym samym roku bez powodzenia kandydował do Sejmu z ostatniego miejsca listy Prawa i Sprawiedliwości w okręgu płockim (otrzymał 3419 głosy). Od 2009 pracował w spółce prawa handlowego Stadnina Koni „Nowe Jankowice”, m.in. jako prokurent. Od 2009 był też wiceprezesem zarządu spółki z o.o. pod nazwą Grupa Hodowców Koni „Koń zimnokrwisty”.
Pełnił funkcję wiceprezesa zarządu Związku Hodowców Koni Ras Zimnokrwistych (2009–2017), po czym w 2018 został członkiem zarządu tej organizacji. Przewodniczył radzie Lokalnej Grupy Działania „Orzyc-Narew” (2011–2016), a w 2013 objął funkcję prezesa Stowarzyszenia Przyjazne Przedszkole w Makowie Mazowieckim.
W listopadzie 2015 ponownie został wiceministrem rolnictwa w randze podsekretarza stanu. W wyborach w 2018 z listy PiS uzyskał mandat radnego sejmiku mazowieckiego VI kadencji. W wyborach w 2019 kandydował do Parlamentu Europejskiego w okręgu nr 5, zdobywając 11 420 głosów. W wyborach w tym samym roku ubiegał się również o wybór do Sejmu z okręgu płockiego. W styczniu 2020 odszedł z funkcji wiceministra. W marcu tego samego roku został pełnomocnikiem ministra aktywów państwowych Jacka Sasina ds. rolno-spożywczych. W listopadzie 2021 powrócił na stanowisko podsekretarza stanu w Ministerstwie Rolnictwa i Rozwoju Wsi.
W lutym 2022 uzyskał prawo do objęcia mandatu poselskiego zwolnionego przez Łukasza Szumowskiego, na co wyraził zgodę. W tym samym miesiącu w resorcie rolnictwa przeszedł na stanowisko sekretarza stanu, został też pełnomocnikiem rządu ds. kształtowania ustroju rolnego. W 2023 bezskutecznie kandydował do Sejmu X kadencji. W listopadzie tego samego roku objął mandat eurodeputowanego IX kadencji (zwolniony przez Zbigniewa Kuźmiuka). W konsekwencji zakończył pełnienie funkcji wiceministra. W PE dołączył do grupy Europejskich Konserwatystów i Reformatorów. W 2024 nie wystartował w kolejnych wyborach europejskich. W tym samym roku objął mandat posła X kadencji zwolniony przez Jacka Ozdobę.

## Wyniki w wyborach
| Wybory | Komitet wyborczy                             | Komitet wyborczy       | Organ            | Okręg           | Wynik        |
| ------ | -------------------------------------------- | ---------------------- | ---------------- | --------------- | ------------ |
| 2007   |                                              | Prawo i Sprawiedliwość | Sejm VI kadencji | nr 16           | 3443 (1,12%) |
| 2018   | Sejmik Województwa Mazowieckiego VI kadencji | Prawo i Sprawiedliwość | nr 4             | 46 831 (12,80%) |              |
| 2019   | Parlament Europejski IX kadencji             | Prawo i Sprawiedliwość | nr 5             | 11 420 (1,34%)  |              |
| 2019   | Sejm IX kadencji                             | Prawo i Sprawiedliwość | nr 16            | 9905 (2,67%)    |              |
| 2023   | Sejm X kadencji                              | Prawo i Sprawiedliwość | nr 16            | 14 831 (3,35%)  |              |

## Odznaczenia
Odznaczony Srebrnym Medalem „Za zasługi dla obronności kraju”.